# ریشته
ریشته (به آلمانی: Rieste) یک شهر در آلمان است که در برزنبروک واقع شده‌است. ریشته ۳٬۲۳۰ نفر جمعیت دارد.